# Christel Thoresen
Christel Thoresen (Oslo, 15 de agosto de 1980) es una deportista noruega que compitió en snowboard. Ganó una medalla de plata en el Campeonato Mundial de Snowboard de 1997, en la prueba de halfpipe.

## Medallero internacional
| Campeonato Mundial | Campeonato Mundial   | Campeonato Mundial | Campeonato Mundial |
| Año                | Lugar                | Medalla            | Competición        |
| ------------------ | -------------------- | ------------------ | ------------------ |
| 1997               | San Candido (Italia) | Medalla de plata   | Halfpipe           |